# Pavarotti & Friends 2
Pavarotti & Friends 2 è il secondo album registrato durante l'omonimo evento organizzato da Luciano Pavarotti realizzato a Modena il 13 settembre 1994.

## Descrizione
L'album contiene duetti tra il tenore emiliano e grandi nomi della musica pop di quel periodo e brani cantati dagli ospiti della serata, registrati durante l'evento.

## Tracce
1. Luciano Pavarotti – Chitarra romana – 3:22
2. Luciano Pavarotti & Nancy Gustafson – Moon river – 4:15
3. Nancy Gustafson – All I Ask Of You – 3:54
4. Andrea Bocelli – Mattinata – 5:19
5. Luciano Pavarotti & Giorgia – Santa Lucia Luntana – 4:41
6. Andreas Vollenweider – Night fire dance – 4:40
7. Luciano Pavarotti & Nancy Gustafson – Verranno a te – 4:38
8. Bryan Adams – Please forgive me – 3:54
9. Giorgia – Who Wants To Live Forever – 3:20
10. Luciano Pavarotti & Andrea Bocelli – Notte 'E Piscatore – 4:31
11. Nancy Gustafson – O Silver Moon – 5:01
12. Luciano Pavarotti & Bryan Adams – 'O Sole Mio – 4:40
13. Luciano Pavarotti & Andreas Vollenweider – Ave Maria – 3:40
14. Luciano Pavarotti, Bryan Adams, Giorgia, Andreas Wollenweider, Nancy Gustafson & Andrea Bocelli – All For Love – 2:24
15. Luciano Pavarotti, Bryan Adams, Giorgia, Andreas Wollenweider, Nancy Gustafson & Andrea Bocelli – Brindisi (La Traviata) – 2:24

## Cantanti partecipanti
- Bryan Adams
- Giorgia
- Andrea Bocelli
- Andreas Wollenweider
- Nancy Gustafson
- Michael Kamen

## Successo commerciale
L'album ha venduto oltre un milione di copie nel mondo.

## Classifiche

### Classifiche settimanali
| Classifica (1995)              | Posizione massima |
| ------------------------------ | ----------------- |
| Belgio (Fiandre)               | 7                 |
| Belgio (Vallonia)              | 15                |
| Germania                       | 16                |
| Stati Uniti (Classical albums) | 17                |
| Svezia                         | 50                |
| Svizzera                       | 6                 |

### Classifiche di fine anno
| Classifica (1995) | Posizione |
| ----------------- | --------- |
| Belgio (Fiandre)  | 42        |